# Hahn-Schickard-Gesellschaft
Die Hahn-Schickard-Gesellschaft für angewandte Forschung e. V. mit Sitz in Villingen-Schwenningen ist Trägerin von drei Forschungsinstituten in Baden-Württemberg.

## Hahn-Schickard-Institute
- Hahn-Schickard-Institut für Mikro- und Informationstechnik in Villingen-Schwenningen
- Hahn-Schickard-Institut für Mikroanalysesysteme in Freiburg und Ulm
- Hahn-Schickard-Institut für Mikroaufbautechnik in Stuttgart

Die Institute der Hahn-Schickard-Gesellschaft für angewandte Forschung e.V. sind Mitglied der Innovationsallianz Baden-Württemberg (innBW).
Die Institute sind industrieorientierte Forschungsinstitute mit Schwerpunkten in den Bereichen:
- Mikrosystemtechnik
- Mikrotechnik
- Mikroelektronik
- Sensoren
- Lab-on-a-Chip
- Molded Interconnect Devices

Die Institute sind vergleichbar mit Instituten der Fraunhofer-Gesellschaft.

## Geschichte
Die Gesellschaft ging aus der im Jahr 1955 auf Initiative kleiner und mittlerer Unternehmen der Uhrenindustrie in den Räumen Schwarzwald-Baar und Pforzheim gegründeten „Forschungsgesellschaft für Uhren- und Feingerätetechnik“ hervor und ist heute eine renommierte Gesellschaft im Bereich der Mikrosystemtechnik.
Seit 1989 trägt die Gesellschaft die Namen der württembergischen Wissenschaftsgrößen Wilhelm Schickard (1592–1635) und Philipp Matthäus Hahn (1739–1790) als Ausdruck der engen Verbundenheit mit der Technologiegeschichte des Landes Baden-Württemberg.
Die Mitglieder sind vorwiegend Unternehmen aus Baden-Württemberg. Prinzipiell kann jedes Unternehmen Mitglied der Hahn-Schickard-Gesellschaft werden.